# Dois Portos e Runa
Dois Portos e Runa (oficialmente: União das Freguesias de Dois Portos e Runa) é uma freguesia portuguesa do município de Torres Vedras, com 43,23 km² de área e 2787 habitantes (censo de 2021). A sua densidade populacional é 64,5 hab./km².

## História
Foi criada aquando da reorganização administrativa de 2012/2013, resultando da agregação das antigas freguesias de Dois Portos e Runa:

## Demografia
A população registada nos censos foi:
| Distribuição da População por Grupos Etários | Distribuição da População por Grupos Etários | Distribuição da População por Grupos Etários | Distribuição da População por Grupos Etários | Distribuição da População por Grupos Etários | Distribuição da População por Grupos Etários |
| -------------------------------------------- | -------------------------------------------- | -------------------------------------------- | -------------------------------------------- | -------------------------------------------- | -------------------------------------------- |
| Antes da agregação                           |                                              |                                              |                                              |                                              |                                              |
| Ano                                          | 0-14 anos                                    | 15-24 anos                                   | 25-64 anos                                   | >= 65 anos                                   | Total                                        |
| 2001                                         | 403                                          | 356                                          | 1634                                         | 792                                          | 3185                                         |
| 2011                                         | 404                                          | 300                                          | 1526                                         | 898                                          | 3128                                         |
| Após a agregação                             |                                              |                                              |                                              |                                              |                                              |
| Ano                                          | 0-14 anos                                    | 15-24 anos                                   | 25-64 anos                                   | >= 65 anos                                   | Total                                        |
| 2021                                         | 302                                          | 255                                          | 1366                                         | 864                                          | 2787                                         |

## Património
- Igreja de São Pedro de Dois Portos
- Santuário de Nossa Senhora dos Milagres
- Ermida de Nossa Senhora da Purificação